# Serious Game
Ein Serious Game (englisch für ernstes Spiel) ist ein Brett-, Karten- oder Computerspiel, das nicht primär oder ausschließlich der Unterhaltung dient, wohl aber derartige Elemente enthalten kann. Gemein haben Serious Games – sowie auch Lernspiele – das Anliegen, Information und Bildung zu vermitteln; dies sollte in einem möglichst ausgeglichenen Verhältnis zu Unterhaltungsaspekten geschehen. Ein authentisches und glaubwürdiges, aber auch unterhaltendes Lernerlebnis steht im Mittelpunkt des Interesses. Genre, Technologie, Plattform und Zielgruppe variieren hingegen. Eine formale Abgrenzung zu reinen Unterhaltungsspielen ist nur schwerlich möglich, da immer die Art und Weise der Verwendung durch den Konsumenten entscheidend für das Erfüllen dieser Kriterien ist.

## Geschichte
Serious Games haben sich zuerst im Bereich der Flugsimulationen entwickelt. So gab es schon auf Flohmärkten um 1910 erste mechanische Versuche. Die erste digitale Flugsimulation geschah in einem eigens dafür gebauten Cockpit im Jahre 1958. Im Zuge der Entwicklung brachte 1968 Clark C. Abt sein Buch über Serious Games heraus, damals noch mit dem Fokus auf Simulationen.
In den folgenden Jahren entwickelte sich vor allem der Bereich der digitalen Lernspiele weiter. Mit dem einsetzenden Computerhype in den 1980er Jahren öffnete sich der private Bereich für Serious Games. 2002 brachte die amerikanische Armee das Spiel America’s Army heraus. Dieses Spiel war das bis dahin kostspieligste seiner Art. Es unterscheidet sich heute kaum von anderen Ego-Shootern. Im selben Jahr gründete sich die amerikanische Serious Games Initiative. Im März 2009 fand die erste internationale IEEE-Konferenz für Serious Games und virtuelle Welten statt.

## Nutzen und Ziele
Serious Games versuchen, die Lücke zwischen Bildung und der Anwendung von Wissen zu schließen. Sie greifen auf die Erkenntnis zurück, dass Menschen leichter und nachhaltiger durch das Anwenden von Wissen lernen. Durch die Zusammenführung von verschiedenen Themengebieten kann der Spieler umfassende, themenübergreifende Erfahrungen machen. Unterstützt wird der Lerneffekt durch den Spaß am Spiel. Der Spieler ist sich der Wissensvermittlung nicht unbedingt bewusst, lernt also passiv durch aktives Handeln. Soziale und lokale Einschränkungen der Menschen können durch Serious Games überwunden werden. Sie unterstützen das individuelle Lernen durch das Anwenden und Erwerben von Wissen und Erfahrungen durch wechselnde Bedingungen. Soziale, kulturelle und sprachliche Interaktion gilt beim Wissenserwerb als ein besonders kritischer Faktor zur Festigung von Wissen. Diese können durch Serious Games nachgebildet werden.
Über die Wissensvermittlung hinaus, können Serious Games auch eingesetzt werden, um menschliches Erleben und Verhalten in den teilweise komplexen Spielumgebungen erfassen, beschreiben und erklären zu können. Sie können damit auch als Werkzeug in der Forschung genutzt werden.

## Anwendungsbereiche

### Gesundheit
Der Gesundheitsbereich umfasst zum einen digitale Spiele für den professionellen Bereich der Ärzteschulungen, z. B. um eine Operation zu schulen oder Fachwissen zu vermitteln und zum anderen adressieren sie den privaten Endnutzer der sie beispielsweise als Motivationsinstrumentarium für eine gesündere Lebensweise, Bewegung im Alter, Ernährung oder für Rehabilitationszwecke einsetzt. Zudem können Serious Games als Schulungsmaßnahme für Patienten eingesetzt werden, welche sich damit Wissen zu ihren Krankheitsbildern und möglichen Therapieoptionen aneignen („Health Game“).

### Bewegungstherapie
Hierzu zählen Serious Games, die den Spieler zu Sport und Bewegung animieren. So kann zum Beispiel die Augen-Hand-Koordination und Oberkörpermuskulatur mit Hilfe von Wii Sports trainiert werden, unabhängig von Alter und körperlichen Gebrechen, allein oder mit anderen. Auch einfache Jump-’n’-Run-Spiele können je nach Anwender einem Bildungszweck entsprechen. So werden diese teilweise bei Rehabilitationstherapien eingesetzt, um beim Anwender die Fingerbeweglichkeit, Reaktionsgeschwindigkeit und Augen-Finger-Koordination wiederherzustellen.

### Politik, Kultur und Werbung
Persuasive Games werden für Werbefachkräfte, politische Entscheidungsträger, Nachrichten-Organisationen und kulturelle Einrichtungen entwickelt. Es sind politisch-sozial motivierte Spiele, die der gesellschaftlichen Kommunikation dienen. Sie umfassen Bereiche wie Politik, Religion, Umwelt, Stadtplanung und Tourismus. Ziel ist, durch Erfahrungen zu neuen Denkweisen zu führen. Gelegentlich sind sie auch primär für bestehende Mitglieder der eigenen politischen Subkultur oder sozialen Bewegung gedacht. Eine Monopoly-Adaption des Nationalsozialistischen Untergrunds (NSU) sorgte 2014 für mediales Aufsehen.
Siehe auch: Werbespiel und Wirtschaftssimulation (Computerspielgenre)
Daneben existieren auch Serious Games zur Vermittlung von Mustersprachen (Designprinzipien), beispielsweise zu Commoning.

### Sicherheit
Serious Games im Bereich der Sicherheit richten sich an den Katastrophenschutz, den Verteidigungssektor und Rekrutierung. Öffentliche, private und kommunale Einrichtungen, wie Feuerwehr, Polizei, Bundesanstalt Technisches Hilfswerk (THW), DRK ebenso wie Krisenzentren und NGOs profitieren von ihnen. Szenarien wie Naturkatastrophen, Terrorakte, Gefahrenabwehr und Notfallversorgung werden simuliert. Herausforderungen wie das Handeln unter Zeit- und Erfolgsdruck lassen sich so realistisch mit weniger Ressourcen und Kosten erproben. Dieser Bereich formte den zweiten Schwerpunkt. Ein Beispiel für Serious Games aus diesem Sektor ist die Emergency-Spieleserie oder das Brett- und Onlinespiel Datapolis zu Open Data und resilienten IT-Infrastrukturen.

### Militärische Spiele
Spiele wie America’s Army sind Trainingssimulationen, die Einsatz in der Ausbildung und Rekrutierung von Soldaten finden. Die Spiele versuchen die Kriegsführung möglichst realistisch darzustellen, um den Anwendern die Gefahren, Strategien, Waffen, Taktiken und Fahrzeuge näher zu bringen.

### Rekrutierungsspiele
Die Art von Serious Games soll dem Anwender Aufgabengebiete näher bringen, die sonst weniger im Rampenlicht stehen. Firmen versuchen sich über solche Spiele darzustellen und zu profilieren, um Azubis und Bewerber zu gewinnen. Zukünftige Aufgaben werden im großen Zusammenhang dargestellt und durchgeführt, so zum Beispiel TechForce, bei dem verschiedene technische Bereiche zu einem Endprodukt kombiniert werden, mit dem Ziel ein Rennen zu gewinnen.

### Produktbildungsspiele
Hierbei sollen dem Anwender die Produkte eines Unternehmens nähergebracht werden. Der Anwender kann die Produkte in einer Simulation unter realen Umständen testen und sich von deren Funktionalität überzeugen. Fachliche Grundlagen, Umgang und Sicherheitsrisiken können dem Nutzer vermittelt werden.

### Erwachsenenbildung
Dem Anwender wird über Realsimulationen und Planspiele die Möglichkeit eröffnet, Erfahrungen zu sammeln. Aus Wissen generierte Handlungen können hier nach dem Trial-and-Error-Prinzip getestet werden. Theoretisches Wissen kann entweder vorher erworben worden sein oder wird während des Spiels vermittelt, das anschließend in einer virtuellen Praxis getestet werden kann.
Es existiert ein Bildungspolitisches Interesse an der Professionalisierung entsprechender Angebote. So fördert das Bundesministerium für Bildung und Forschung mit dem Forschungsprojekt NetEnquiry ein entsprechendes Forschungsprojekt für die Aus- und Weiterbildung, hier umgesetzt über den Schwerpunkt mobile Learning.
Troy Vettese (EUI) und Drew Pendergrass (Harvard) fassen wesentliche Aussagen ihres Sachbuchs zu Wechselwirkungen bei der Bekämpfung der Klimakrise mittels eines gleichnamigen Spiels für Browser und Steam zusammen. Im Kontext Produktionssteuerung wurde ein Spiel entwickelt, dass die Zusammenhänge zwischen Materialbeschaffung und Qualitätsmanagement vermittelt und Lernende durch die Interaktion mit der Realsimulation befähigt, Investitionsentscheidungen besser abzuwägen.

### Jugendbildung
Dem Anwender werden Aufgaben und Missionen gestellt, die sie nur mit Wissen lösen können, das sie während des Spiels nach und nach entdecken. Die theoretischen Aspekte des Spiels werden in kleinen Mengen immer zur richtigen Zeit vermittelt, um die nächste Aufgabe lösen zu können und so die theoretischen Ansätze in der Praxis zu erproben. Das Kartenspiel Torfitz vermittelt Jugendlichen beispielsweise Wissen um den Strukturwandel in der Lausitz.

### Kunst
Ein Kunstspiel bzw. Art Game nutzt das Medium Computerspiel aus, um interaktive und multimediale Kunst zu schaffen. Erstmals wurde der Begriff 2002 wissenschaftlich beschrieben, um Spiele hervorzuheben, die mehr Wert auf die Kunst als auf die Spielmechanik legen. Meist überzeugen sie durch eine besondere Ästhetik und Atmosphäre und nutzen die Interaktivität für Kreativität und dem zum Nachdenkenanregen des Spielers aus. Kunst, die durch oder über Computerspiele entsteht, wird auch als Game Art bezeichnet. Beispiele für Art Games sind Journey, The Stanley Parable und Abzû. Spiele mit einem besonderen Grafikstil, können auch als kunstvoll aufgefasst werden.

### Journalismus
Sogenannte Newsgames versuchen Informationen über aktuelle Ereignisse zu vermitteln und zum kritischen Nachdenken über diese anzuregen. Durch die Immersion im Spiel soll sich der Spieler mehr im Geschehen fühlen und die Situation besser nachempfinden. Um eine emotionale Bindung zu den Charakteren und Konflikten aufzubauen, und moralische Fragen aufzuwerfen, wird das Geschehen dabei oft aus der Perspektive einzelner Personen dargestellt und bietet Entscheidungs- und Erkundungsfreiheiten. Ein Beispiel ist das Computerspiel Global Conflicts: Palestine, in welchem der Spieler in die Rolle des Reporters schlüpft und so die Hintergründe des Nahostkonflikts aufdeckt. Ein weiteres Beispiel ist The Amazon Race, welches den Alltag eines Lagermitarbeiters bei Amazon.com darstellen soll. Spiele können auch indirekt auf einen Konflikt anspielen wie das Spiel Orwell, das auf den durch Edward Snowden kritisierten Überwachungsstaat anspielt.
Ebenfalls können Newsgames über ein bereits weit zurückliegendes historisches Ereignis berichten (z. B. JFK Reloaded). Bei einigen Spielen kann dabei aber auch die Unterhaltung mehr in Vordergrund stehen und mehr Wert auf das Gameplay als auf die historische Genauigkeit gelegt werden (z. B. Assassin’s Creed), was das Spiel weniger zu einem Serious Game macht. Handelt es sich um eine Alternativweltgeschichte, ist zudem der historische Charakter ohne Hintergrundwissen nicht immer eindeutig von der Fiktion zu trennen.
Des Weiteren können Newsgames ein Thema satirisch und humoristisch behandeln. Newsgames werden neben Publishern auch im Auftrag von Redaktionen und Websites (z. B. Google Doodle) entwickelt. Allerdings ist die Produktion teuer und aufwendig, weswegen es eher wenig professionell produzierte Newsgames gibt. Zudem muss darauf geachtet werden, dass die Spiele nicht zu oberflächlich wirken und den Spaßfaktor bei der Informationsvermittlung behalten. Es soll vor allem eine junge Zielgruppe angesprochen werden, die sich eher weniger für klassische Printmedien interessiert. Des Weiteren sollten Newsgames die journalistischen Standards einhalten. Newsgames eignen sich auch nicht für jedes Thema und sind bei aktuellen Themen nie abgeschlossen und sind daher eher eine begleitende Berichterstattung zu den klassischen Medien. Ebenfalls können Spiele, die ein traumatisches Erlebnis darstellen und den Spieler dabei selber in die Rolle eines Täters schlüpfen lassen, ohne die Tat durch Hinweise kritisch zu behandeln, als moralisch verwerflich und pietätlos eingestuft werden. Beispiele sind Super Columbine Massacre RPG!, das sich auf den Amoklauf an der Columbine High School bezieht, 1378 (km), das die Situation an der Grenze der DDR zur Bundesrepublik Deutschland darstellt und der KZ Manager, der es dem Spieler ermöglicht ein Konzentrationslager zu leiten. Auch der reine Bezug kann bereits als kritisch im Vertrieb angesehen werden. So wurde z. B. das Spiel Endgame: Syria von Apples App Store abgelehnt, welches den Bürgerkrieg in Syrien seit 2011 thematisiert.
2004 wurde der New Yorker Verein Games for Change gegründet, der sich mit gesellschaftlichen Aspekten in Computerspielen auseinandersetzt. 2008 hielt das Medien-Institut J-Lab erstmals einen Workshop über Newsgames ab. Der Einsatz von interaktiven und immersiven Technologien wie Computerspielen, Augmented Reality und Virtual Reality wird auch als immersiver Journalismus beschrieben.

### Wissenschaften
In den Geistes- und Naturwissenschaften können Serious Games zur Vermittlung der fachlichen oder allgemeinen wissenschaftlichen Methodik dienen. Beispielsweise soll Collab (Universität Flensburg) zur Konzeption transdisziplinärer Forschung dienen. Peer Review (Junge Akademie) vollzieht auf humoristische Weise den wissenschaftlichen Begutachtungs- und Publikationsprozess nach.

## Abgrenzung
Serious Games nutzen verschiedene Elemente dieser Konzepte in unterschiedlicher Ausprägung. Sie können gemeinsam mit anderen gespielt werden und der Wissensaustausch kann in aktiver Kommunikation entstehen. Inhalte können als Vorinformationen für eine anstehende Aufgabe vermittelt oder während des Spielens gesammelt werden.

### E-Learning
E-Learning umfasst alle elektronisch gestützten Methoden zur Wissensvermittlung. Beim E-Learning geht es primär um die Bereitstellung von theoretischem Wissen auf elektronischen Medien. Hierzu zählen:
1. der virtuelle Klassenraum, in dem der Lehrer Unterrichtsmaterialien zum Selbststudium anbietet und die Videoübertragung des Frontalunterrichts,
2. virtuelle Lerngruppen, der Wissensaustausch über Foren und Communitys,
3. Content-Sharing-Plattformen, die aufbereitete Unterrichtsmaterialien zur Verfügung stellen.

Beim E-Learning werden keine spielerischen Aspekte mit einbezogen. Die Wissensvermittlung ist aktiv und steht im Vordergrund.

### Edutainment
Edutainment bildet ein Genre aus Bildung und Unterhaltung, das Inhalte spielerisch und unterhaltsam vermittelt. Hierzu zählen Computer- und Videospiele, Fernsehprogramme und andere elektronische, multimediale Vermittlungsmöglichkeiten, die sich auf themenübergreifende Wissensvermittlung spezialisiert haben. Die Inhalte werden nicht während des Spielens vermittelt, sondern das Spielen ist eine Art Belohnung für das Lernen.

### Game-Based Learning
Game-Based Learning nutzt Spiele als Motivationsquelle, um Lerneffekte zu erzielen, und versucht dadurch den Leistungsdruck beim Lernen zu verringern. Dieses Konzept betrifft Lernspiele, die gezielt für Altersgruppen und unter pädagogischen Aspekten entwickelt wurden. Im Game-Based Learning kann erworbenes theoretisches Wissen unmittelbar praktisch getestet werden.

## Trends und Entwicklungen

### Formale Bildung
Zunehmend werden Serious Games auch an Schulen und Hochschulen eingesetzt. Vor allem bei den Natur- und Wirtschaftswissenschaften sowie in der Architektur kann das Lernen ideal mit der Unterhaltung kombiniert werden. Die Palette reicht dabei inzwischen vom virtuellen Chemielabor, in dem Experimente simuliert werden können, bis hin zur Konstruktion von Gebäuden wie Brücken, deren Statik spielerisch auf die Probe gestellt werden kann.

### Mobile Endgeräte
Spätestens seit dem Durchbruch des Smartphones finden Serious Games nicht mehr ausschließlich am heimischen Rechner statt. Produkte wie Android Smartphones/Tablets und Apples iPhone können nahezu das leisten, wofür früher tragbare Spielkonsolen vonnöten waren. Die Geräte verfügen in der Regel inzwischen über eine mobile Internetverbindung, sind ausgestattet mit einer Kamera und GPS, was die Möglichkeit eröffnet, einen direkten Bezug zur tatsächlichen Umgebung und gegenwärtigen Realität zu schaffen. Man spricht von der „Augmented Reality“, der erweiterten Realität.

### Soziale Netzwerke
Durch das Aufkommen von Anwendungen in sozialen Netzwerken haben auch Serious Games dort Einzug gehalten. Einen ganz entscheidenden Faktor macht hier die bereits vorhandene Gemeinschaft aus, nämlich der eigene Freundeskreis. Netzwerke wie Facebook ermöglichen es ihren Nutzern, sich mit seinen Kontakten innerhalb der Anwendungen zu messen und etwa Erfolge über die eigene Pinnwand mit den Freunden zu teilen. So kann eine Art Wettbewerb aufkommen, als populäres Beispiel sei an dieser Stelle „Brain Buddies“ genannt. Spielerisch werden dort individuelle Fähigkeiten in den Bereichen Gedächtnis, Logik, Rechnen und Optik trainiert und mittels der abstrakten Größe der Hirnmasse mit den eigenen Freunden verglichen. Ein aus Entwicklersicht erfreulicher Nebeneffekt ist somit die Multiplikatorwirkung des Anwenders.

### Werbung
In digitalen Spielen hat längst die Werbung Einzug gehalten, inzwischen lassen Unternehmen sogar eigens Spiele entwickeln, die der Vermarktung ihrer Produkte dienen. Der Bereich der Serious Games bietet sich dafür besonders an, schließlich kann man beim Anwender auch einen Lerneffekt bezüglich des beworbenen Produkts und seiner Merkmale erzielen. Es lässt sich gewiss darüber diskutieren, inwieweit scheinbar zwanglose Unterhaltung mit Lerneffekt moralisch als Anreiz für Konsum vereinbar ist, die gewünschte Wirkung wird jedoch zweifelsohne relativ erfolgreich im Sinne der Unternehmung erzielt.